# Maish-Nunatak
Der Maish-Nunatak ist ein Nunatak im westantarktischen Ellsworthland. Er ragt 8 km westsüdwestlich des Mount Moses im Zentrum des Hudson-Gebirges auf.
Der United States Geological Survey kartierte ihn anhand eigener Vermessungen und Luftaufnahmen der United States Navy aus den Jahren von 1960 bis 1966. Das Advisory Committee on Antarctic Names benannte ihn 1968 nach F. Michael Maish, Ionosphärenphysiker auf der Byrd-Station im Jahr 1967, der 1969 als Austauschwissenschaftler auf der sowjetischen Wostok-Station tätig war.